# Gran Premio di Lugano (Eintagesrennen)
Der Gran Premio di Lugano ist ein Schweizer Straßenradrennen.
Der Gran Premio di Lugano ist ein Eintagesrennen, dass in der Umgebung von Lugano beheimatet ist. Es wurde 1981 zum ersten Mal ausgetragen und findet seitdem jährlich Ende Februar oder Anfang März statt, immer einen Tag nach dem jüngeren Rennen Grand Prix Chiasso. Eine Ausnahme stellen die Jahre 1999 und 2000 dar, in denen das Rennen nicht ausgetragen wurde. Es gehört seit 2005 zur UCI Europe Tour und war bis 2014 in die UCI-Kategorie 1.1 und bis 2017 in 1.HC eingestuft. 2018 wurde das Rennen wieder als Veranstaltung in die Kategorie 1.1 ausgetragen.
Rekordsieger ist der Italiener Marco Vitali, der das Rennen dreimal für sich entscheiden konnte.

## Palmarès
- 2021  Gianni Moscon
- 2020 ausgefallen wegen COVID-19
- 2019  Diego Ulissi
- 2018  Hermann Pernsteiner
- 2017  Iuri Filosi
- 2016  Sonny Colbrelli
- 2015  Niccolò Bonifazio
- 2014  Mauro Finetto
- 2013 nicht ausgetragen
- 2012  Eros Capecchi
- 2011  Ivan Basso
- 2010  Roberto Ferrari
- 2009  Rémi Pauriol
- 2008  Rinaldo Nocentini
- 2007  Luca Mazzanti
- 2006  Paolo Bettini
- 2005  Rik Verbrugghe
- 2004  Frédéric Bessy
- 2003  David Moncoutié
- 2002  Ruslan Ivanov
- 2001  Luca Paolini
- 1999–2000 nicht ausgetragen
- 1998  Luca Bianucci
- 1997  Michele Rezzani
- 1996  Amilcare Tronca
- 1995  Stefano Colagè
- 1994  Andrea Chiurato
- 1993  Roberto Caruso
- 1992  Steffen Rein
- 1991  Pascal Jaccard
- 1990  Marco Vitali
- 1989  Gilles Delion
- 1988  Marco Vitali
- 1987  Thomas Wegmüller
- 1986  Mauro Gianetti
- 1985  Godi Schmutz
- 1984  Benno Wiss
- 1983  Chris Wreghitt
- 1982  Marco Vitali
- 1981  Josef Fuchs
- 1980  Gilbert Glaus
- 1979  Marcel Summermatter
- 1962–1978 nicht ausgetragen
- 1961  Attilio Moresi
- 1954–1960 nicht ausgetragen
- 1953  Fiorenzo Magni
- 1948–1952 nicht ausgetragen
- 1947  Fiorenzo Magni
- 1946  Aldo Bini
- 1945  Fausto Coppi
- 1938–1944 nicht ausgetragen
- 1937  Learco Guerra
- 1935–1936 nicht ausgetragen
- 1934  Learco Guerra